# Nomenclatura de hidrocarburos policíclicos con puentes
El Sistema de Nomenclatura de Hidrocarburos con Puentes (Bridged polycycles en inglés) es un método para nombrar hidrocarburos derivados de monocíclicos que presentan una cadena lateral de carbono que se vuelve a conectar en el monociclo para formar un nuevo compuesto cíclico. Al repetirse esta operación se pueden generar triciclos, tetraciclos, pentaciclos, etc. Si la cadena lateral se cicla en el carbono de inicio, se obtiene un compuesto espiro; si se cicla en una posición vecina al carbono de inicio, se obtiene un compuesto bicíclico fusionado. Si se cicla sobre otra posición distinta a las mencionadas previamente, se obtiene un hidrocarburo bicíclico con puentes.

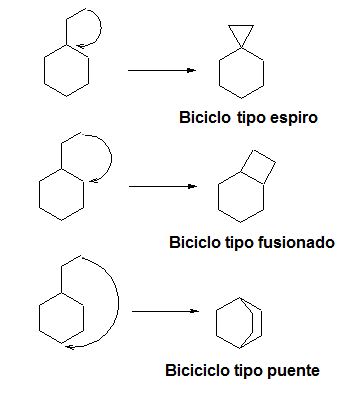
Cicloalcanos tipo puente ("Bridged cycloalkanes")

Este sistema de nomenclatura para nombres de compuestos policíclicos fue desarrollado primeramente para los compuestos bicíclicos por Adolf von Baeyer en 1900. y se extendió a los sistemas tricíclicos por Buchner y Weigand.

## Sistema de nomenclatura de von Baeyer

### Definiciones y terminología
Se considera que un sistema policíclico contiene una serie de anillos igual al número mínimo de cortes necesarios para convertir el sistema en un compuesto de cadena abierta. El número de anillos se indica con el prefijo apropiado, biciclo-(no diciclo), triciclo, tetraciclo, etc.
Un puente es una cadena de átomos o un enlace covalente que conecta a dos carbonos endocíclicos (es decir, que se encuentran incluidos en el ciclo)
Una cabeza de puente es un átomo del sistema policíclico que se une a tres o más átomos del esqueleto (excepto el hidrógeno). Es un átomo común entre los puentes.
Las dos cabezas de puente deben ser seleccionadas como cabezas de puente principal. En estas dos cabezas de puente deben estar vinculados por lo menos tres puentes. El puente principal es un puente que conecta las dos cabezas de puente principal.
Un puente es secundario si no está incluido en el ciclo principal o el puente principal.

### Sistemas bicíclicos
- Los sistemas bicíclicos necesitan dos cortes para obtener un compuesto acíclico:

- Los sistemas bicíclicos saturados se nombran de acuerdo a los siguientes pasos:

1. Se cuenta el número de carbonos del todo el sistema y se asigna el nombre del alcano lineal correspondiente, precedido del prefijo “biciclo-“:
2. Se identifican las cabezas de puente:
3. Se cuentan los carbonos de cada puente:
4. Entre el prefijo “biciclo-“ y el nombre del alcano se ordena en orden descendente la serie de números de carbonos de cada puente separados por puntos y toda la serie va encerrada en corchetes.
- El sistema de numeración empieza por una de las cabezas de puente y sigue por el puente más largo hasta la segunda cabeza de puente. A partir de este punto, se prosigue por el segundo puente hasta llegar otra vez a la primera cabeza de puente. Se concluye numerando el puente con el número más bajo de carbonos desde la primera cabeza hasta la última.

- Los sustituyentes generados de estos sistemas se indican con la valencia libre ubicada con el localizador establecido conforme a la numeración original:

- Las insaturaciones presentes se nombran dando al alqueno la ubicación más baja posible respetando la numeración original del compuesto saturado. Cuando una cabeza de puente presenta una insaturación, se indica además entre paréntesis el segundo carbono vinílico con la posición más baja posible. El benceno puede ser nombrado como un trieno:

## Extensión de Buchner y Weigand

### Sistemas policíclicos
Para nombrar un sistema policíclico, además de la identificación del número de ciclos y las cabezas de puentes, se deben tomar en cuenta las siguientes consideraciones:
1) Se busca primero el compuesto bicíclico que contenga los puentes más largos (Puentes principales). El resto de los puentes se denominan puentes secundarios. Para saberlo, se elimina un puente no equivalente y se suman los puentes restantes. Se hace la misma prueba con el resto de los puentes y la suma más alta es la que da el biciclo indicado:
2) Una vez identificado el compuesto bicíclico principal, se enumera sin contar los puentes secundarios:
3) Se identifican los puentes y los números localizadores donde se encuentran enlazados:
4) El nombre se construye yuxtaponiendo:
- el prefijo numeral correspondiente con el número de ciclos: "triciclo-", "tetraciclo-", "pentaciclo-", etc.
- la serie de números de puentes encerrados entre corchetes en orden descendente separados por puntos. Los tres primeros puentes deben ser los del biciclo principal, mientras que los puentes secundarios se indican escribiendo el número de carbonos del puente y, como subíndices y separados por comas, los números localizadores del puente con respecto al ciclo principal.
Los puentes secundarios independientes se citan antes que los que se encuentran sobre otro puente:
Si hay una elección posible de puentes secundarios independientes en la primera cita, el prioritario será el más largo posible. A continuación, si procede una segunda cita, es el que sigue en longitud y así sucesivamente:
La numeración de los puentes secundarios dependientes se mantiene lo más baja posible:
El anillo principal debe contener tantos átomos de carbono como sea posible, dos de los cuales deben servir como cabeza de puente para el puente principal. El puente principal será tan grande como sea posible:
El anillo principal se dividirá lo más simétricamente posible por el puente principal:
Los superíndices localizadores de los puentes secundarios se eligen lo más bajos posible. Los superíncides localizadores de los puentes secundarios deberán ser lo menores posible cuando se consideran como un conjunto en orden numérico ascendente; se toma la decisión en el primer punto de diferencia:

## Sistemas de nomenclatura alternativos

### Nombres sistemáticos para puentes
Cuando los sistemas policíclicos fusionados presentan además un puente, el nombre de éste se subordina al del sistema de fusión. Los puentes se nombran citando los dos localizadores donde se encuentra el puente con respecto al sistema de numeración del sistema fusionado y el nombre del puente, el cual tiene el mismo nombre del hidrocarburo sin enlazar:
Si hay presentes puentes de diferentes tipos, estos se citan en orden alfabético. Si el puente se conecta con una doble ligadura, se denomina con la terminación "-ilideno":
No se puede combinar nomenclatura de fusión con la nomenclatura de von Baeyer. Por lo tanto, los ciclos generados deben dar prioridad a la nomenclatura de fusión y posteriormente se nombran los puentes como sustituyentes. A continuación se enunciarán los casos en donde haya más de una elección para el nombre del policilco.
a. Se debe escoger el mayor número de anillos fusionados antes de cerrar el sistema con el puente:
b. El sistema de anillos fusionados debe incluir tanto el máximo número como los anillos de mayor tamaño:
c. Cuando hay una elección para los números de posición de los puntos de unión en varios puentes individuales, se asignan los números más bajos a las cabezas de puente en el orden de citación de los puentes y los átomos puente se numeran de acuerdo a los números más bajos y siguiendo el orden de numeración del sistema fusionado. Si los puentes se repiten, los pares de localizadores se separan con dos puntos (:):
d. Cuando el puente está formado por un sustituyente bivalente de un anillo aromático, se asignan los números más bajos a los átomos de carbono que constituyen el puente más corto y la numeración procede alrededor del anillo:

### Sistemas especiales
Existen nombres triviales o semisistemáticos para diversos sistemas policíclicos, ya sea por su interés en síntesis orgánica, en química teórica o productos naturales. A continuación se mostrarán los más comunes.

#### Terpenos
Diversos sistemas terpénicos presentan esqueletos policíclicos en sus estructuras. La numeración está basada en su origen biosintético. Cabe mencionar al bornano, canfano, pinano, cedrano, taxano, giberelano y kaurano.

#### Barrelenos
Un Barreleno es un compuesto bicíclico orgánico con un nombre von Baeyer biciclo[2.2.2]octa-2,5,7-trieno. Fue sintetizado y descrito por H. E. Zimmerman en 1960 y su nombre se debe a que recuerda a un barril. Es un aducto de Diels-Alder. Debido a su geometría molecular inusual, el compuesto es de considerable interés para los químicos teóricos. Esta estructura presenta aromaticidad de Möbius
Los tripticenos conceptualmente son barrelenos fusionados con benceno:

#### Otros nombres triviales
El Adamantano o (triciclo[3.3.1.13,7]decano) es un compuesto cristalino incoloro con un olor parecido al alcanfor.  Tiene la fórmula C10H16, es un cicloalcano y también el diamantoide más simple. Se descubrió en el petróleo en 1933. Su nombre deriva del griego adamantinós (relacionado con el diamante) debido al parecido de su estructura con la piedra preciosa. El adamantano es el isómero más estable de C10H16.
El Twistano (Nombre IUPAC: triciclo[4.4.0.03,8]decano) es un isómero del adamantano. El twistano fue nombrado así por la forma en la que su anillo tiene una conformación permanentemente forzada a un "bote retorcido (twist-boat en inglés).
El Canastano (Basketane en inglés) debe su nombre a su similitud con una canasta. Tiene el nombre sistemático pentaciclo[4.4.0.02,5.03,8.04,7]decano Este compuesto fue sintetizado simultánea e independientemente en 1966, por Masamune y por Dauben y Whalen.
El Pagodano debe su nombre a la similitud referida como una pagoda. Su nombre IUPAC es undecaciclo[9.9.0.01,5.02,12.02,18.03,7.06,10.08,12.011,15.013,17.316,20]icosano. El nombre general "pagodano" se reserva para todos los compuestos que conserven la misma jaula central de 16 carbonos. Cada miembro de este grupo puede ser considerado como el resultado de conectar 8 átomos de esta jaula en pares por cada cuatro cadenas de alcano. El miembro general es denominado como [m.n.p.q]pagodano, en donde m, n, p y q son el número de carbonos de estas cuatero cadenas. La fórmula general es C16+sH12+2s, en donde s= m+n+p+q. En particular, el compuesto base C20H20 tiene esos carbonos conectados por 4 metilenos (m=n=p=q=1), y por lo tanto, el nombre semisistemático del primer pagodano es [1.1.1.1]pagodane.
Los "Betweenanenos" (betweenanenes en inglés) son alquenos bicíclicos que presentan una doble ligadura entre la cabeza de puente y una unión trans para cada ramificación del doble enlace, así que pueden ser denominados como trans-biciclo[m.n.0]alqu-1(m+2)-enos

#### Estructuras históricas del benceno
Mientras se elucidaba la estructura del benceno, diversas estructuras policíclicas fueron propuestas. Sus nombres triviales son denominadas como "benceno de" seguido del autor que la propuso:

Histórica Molécula de Benceno: Claus (1867), Dewar (1867), Ladenburg (1869), Armstrong (1887), Thiele (1899).

#### Poliedranos o hidrocarburos platónicos
Los hidrocarburos platónicos son la representación molecular de geometrías de sólido platónico, con los vértices reemplazados por átomos de carbono y las aristas reemplazadas por enlaces químicos. No todos los sólidos platónicos tienen su contraparte molecular:
- La tetravalencia del carbono excluye un icosaedro (5 aristas encontrándose en cada vértice) como objetivo factible;
- La tensión angular prohíbe un octaedro.[22] Dado que cuatro aristas se encuentran en cada esquina, no debería haber átomos de hidrógeno, y esta molécula octaédrica hipotética sería un alótropo C6 del carbono elemental, y no un hidrocarburo.

Por otra parte, los siguientes hidrocarburos platónicos han sido sintetizados:
- Tetraedrano (C4H4) o triciclo[1.1.0.02,4]butano ;
- Cubano (C8H8)o pentaciclo[4.2.0.02,5.03,8.04,7]octano;
- Dodecaedrano (C20H20).

#### Paddlanos y propelanos
Los paddlanos son hidrocarburos tricíclicos saturados con dos átomos de carbono como cabeza de puente unidos a través de cuatro puentes. Su nombre genérico sistemático es triciclo[m.n.o.p1,(m+2)] alcanos. Se ha definido una nomenclatura semisistemática para referirlos como [m.n.o.p] paddlanos (Cuando p=0, se denominan propelanos).